# Modocs
Pour les articles homonymes, voir Modoc.

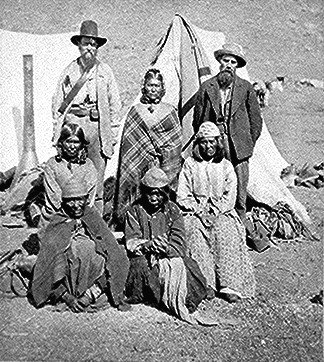
Famille Modoc de 4 personnes, avec deux agents (en haut, sur le côtés) en 1873.

Les Modocs sont un peuple amérindien qui vivait à l'origine sur un territoire qui est aujourd'hui le nord-est de la Californie et le centre sud de l'Oregon. Actuellement, ils comprennent deux tribus reconnues par le gouvernement fédéral, les tribus Klamath en Oregon[2] et la tribu Modoc de l’Oklahoma, maintenant connue sous le nom de nation Modoc.

## Histoire

### Avant la colonisation
Avant le XVIIIe siècle, lorsque les explorateurs européens rencontrèrent pour la première fois les Modocs et commencèrent à commercer avec eux, les Modocs, comme tous Indiens du Plateau, attrapaient du saumon lors de sa période de fraie et migraient avec les saisons pour s'approvisionner en autres vivres. Ils vivaient dans des tentes et des huttes en terre.

#### Voisins
En plus des Klamath dont il partageaient la langue et le Plateau Modoc, leurs voisins étaient:
- les Shasta sur la rivière Klamath ;
- les Rogue River Athabaskans et Takelma à l'ouest par delà la chaîne des Cascades ;
- les Païutes du Nord à l'est dans le désert ;
- les Karuk et Yuroks en aval de la rivière Klamath.

#### Implantations
Les sites de villages Modoc connus sont Agawesh où la Willow Creek se jette dans le Lower Klamath Lake, Kumbat et Pashha sur les rives du Tule Lake, ainsi que Wachamshwash et Nushalt-Hagak-ni sur la Lost River.

#### Premier contact
Dans les années 1820, Peter Skene Ogden, un explorateur de la Compagnie de la Baie d'Hudson, établit les premières relations commerciales avec le peuple Klamath au nord des Modocs.

## Classification
Les Modocs sont regroupés avec les Indiens du Plateau—peuples qui vivaient à l'origine sur le plateau du Columbia. Ils étaient plus précisément liés au peuple Klamath.

## Dans la culture populaire
Dans le jeu Fallout 2, une petite bourgade du nord de la Californie est nommée Modoc.